# Nick Offerman
Nick Offerman (ur. 26 czerwca 1970 w Joliet) – amerykański aktor filmowy i telewizyjny oraz satyryk, znany m.in. z występu w sitcomie Parks and Recreation produkowanym przez NBC. Mąż aktorki Megan Mullally (od 2003).

## Życiorys
Ukończył w 1993 studia z zakresu sztuki na University of Illinois at Urbana-Champaign. W tym samym roku współtworzył w Chicago grupę teatralną Defiant Theatre. Występował też w zespołach aktorskich w ramach teatrów Steppenwolf, Goodman i Wisdom Bridge.
W produkcjach filmowych debiutował w drugiej połowie lat 90. Grywał epizodyczne role w serialach Will & Grace, Diabli nadali, Detektyw Monk. Popularność przyniosła mu rola Rona Swansona w sitcomie Parks and Recreation, zagrał w nim u boku Amy Poehler, z którą poznał się w okresie występów teatralnych w Chicago. Za występ w tej produkcji otrzymał kilka nominacji branżowych, a także nagrodę TCA Award za osiągnięcia w komedii. Wystąpił także w różnych produkcjach kinowych. Pojawił się m.in. w Miss Agent 2: Uzbrojona i urocza, Przeklętej, Sin City: Miasto grzechów, Człowieku, który gapił się na kozy, Casa de mi padre, Wyjść na prostą i Millerach. Dubbingował postać Stalobrodego w filmie animowanym LEGO: Przygoda.

## Filmografia

### Filmy
| Rok  | Tytuł                                     | Rola                       |
| ---- | ----------------------------------------- | -------------------------- |
| 1997 | Na całość                                 | Wilks                      |
| 1998 | Miasto aniołów                            | robotnik budowlany         |
| 1999 | Treasure Island                           | Samuel                     |
| 1999 | Lush                                      | Gerry                      |
| 2000 | Twoja na zawsze Lulu                      | mężczyzna                  |
| 2001 | Early Bird Special                        | Laredo                     |
| 2001 | D.C. Smalls                               | Chubby                     |
| 2001 | Sekrety miłości                           | szeryf Panghorn            |
| 2002 | Kasa albo życie                           | elektryk                   |
| 2002 | Śmiertelna wyliczanka                     | policjant w domu Richarda  |
| 2004 | Pee Shy                                   | zabójca                    |
| 2004 | Listopad                                  | oficer Roberts             |
| 2005 | Przeklęta                                 | officer                    |
| 2005 | Sin City: Miasto grzechu                  | Burt Schlubb               |
| 2005 | Miss Agent 2: Uzbrojona i urocza          | Karl Steele                |
| 2006 | Tamten świat samobójców                   | policjant                  |
| 2007 | The Go-Getter                             | Dutch / Joaquin / Nick     |
| 2008 | RSO: Registered Sex Offender              | Simmons                    |
| 2009 | Harmony i ja                              | parkingowy                 |
| 2009 | Człowiek, który gapił się na kozy         | Scotty Mercer              |
| 2009 | Lokalni patrioci                          | szeryf Hoke Hollander      |
| 2010 | Audrey the Trainwreck                     | David George               |
| 2010 | Wszystko, co dobre                        | Jim McCarthy               |
| 2012 | 21 Jump Street                            | Hardy, zastępca naczelnika |
| 2012 | Casa de mi padre                          | agent DEA Parker           |
| 2012 | Ktoś tam u góry mnie lubi                 | Sal                        |
| 2012 | Wyjść na prostą                           | Dave Davies                |
| 2012 | Ernest i Celestyna                        | George (głos)              |
| 2013 | Tuna                                      | Nick                       |
| 2013 | Własnym głosem                            | Heners                     |
| 2013 | Królowie lata                             | Frank Toy                  |
| 2013 | Millerowie                                | Don Fitzgerald             |
| 2013 | Raj                                       | Doug Mannerheim            |
| 2014 | 22 Jump Street                            | Hardy, zastępca naczelnika |
| 2014 | Believe Me                                | Sean                       |
| 2014 | Chłopaki do wzięcia                       | Terry                      |
| 2014 | Lego: Przygoda                            | Stalowobrody (głos)        |
| 2015 | Idol (Danny Collins)                      | Guy DeLoach                |
| 2015 | Earl i ja, i umierająca dziewczyna        | ojciec Grega               |
| 2015 | Welcome to Happiness                      | Moses                      |
| 2015 | Piknik z niedźwiedziami                   | REI Dave                   |
| 2015 | Rycerz pucharów                           | Scott                      |
| 2015 | Hotel Transylwania 2                      | dziadek Mike (głos)        |
| 2016 | McImperium                                | Dick McDonald              |
| 2016 | Sing                                      | Norman (głos)              |
| 2016 | Epoka lodowcowa: Mocne uderzenie          | Gavin (głos)               |
| 2017 | The House of Tomorrow                     | Alan Whitcomb              |
| 2017 | Dziecko przyszłości                       | Neo                        |
| 2017 | Godzinki                                  | Lord Bruno                 |
| 2017 | Bohater                                   | Jeremy Frost               |
| 2017 | Gunter Babysits                           | Norman                     |
| 2018 | Źle się dzieje w El Royale                | Felix O’Kelly              |
| 2018 | Głośne bicie serc                         | Frank Fisher               |
| 2018 | Nostalgia                                 | Henry                      |
| 2018 | Biały Kieł (Croc-Blanc)                   | Weedon Scott (głos)        |
| 2019 | Lucy wśród gwiazd                         | Will Plimpton              |
| 2019 | Frances Ferguson                          | narrator (głos)            |
| 2019 | Lego: Przygoda 2                          | Stalowobrody (głos)        |
| 2021 | Butterfly in the Typewriter               | Bobby Byrne                |
| 2024 | Civil War                                 | prezydent                  |
| 2025 | Mission: Impossible – The Final Reckoning | generał Sidney             |

### Seriale
| Rok  | Tytuł                                | Rola                |
| ---- | ------------------------------------ | ------------------- |
| 1993 | Nowojorscy gliniarze                 | Billy               |
| 1994 | Ostry dyżur                          | Rog                 |
| 1996 | Portret zabójcy                      | Bobby               |
| 1997 | Kancelaria adwokacka                 | Charles Rossi       |
| 1998 | Will & Grace                         | Nick                |
| 1999 | Prezydencki poker                    | Jerry               |
| 2000 | Pohamuj entuzjazm                    | Cody                |
| 2000 | Kochane kłopoty                      | Beau Melville       |
| 2001 | Złodziejski duet                     | Clifford Drexel     |
| 2001 | 24 godziny                           | Marcus              |
| 2002 | Dzień dobry, Miami                   | oficer              |
| 2002 | George Lopez                         | Randy               |
| 2003 | Mix It Up                            | stolarz Nick        |
| 2003 | Diabli nadali                        | mężczyzna           |
| 2004 | Deadwood                             | Tom Mason           |
| 2005 | Life on a Stick                      | Greg                |
| 2005 | Detektyw Monk                        | Jack Whitman        |
| 2006 | 1300 gramów                          | dr Coffey           |
| 2006 | CSI: Kryminalne zagadki Nowego Jorku | Joe Green           |
| 2007 | Warsztat                             | Rob                 |
| 2008 | Childrens Hospital                   | Chance Briggs       |
| 2009 | The Cleveland Show                   | Harris Grundle      |
| 2012 | Wodogrzmoty Małe                     | agent Powers (głos) |
| 2013 | Out There                            | Doug (głos)         |
| 2013 | Axe Cop                              | Axe Cop (głos)      |
| 2013 | Drunk History                        | Johnny Cool         |
| 2014 | Simpsonowie                          | kapitan Bowditch    |
| 2015 | Fargo                                | Karl Weathers       |
| 2015 | Parks and Recreation                 | Ron Swanson         |
| 2015 | Scenki z życia                       | Spencer             |
| 2015 | Brooklyn 9-9                         | Frederick           |
| 2015 | You, Me and the Apocalypse           | Buddy               |
| 2015 | Muppety                              | on sam              |
| 2016 | Dobre miejsce                        | on sam              |
| 2016 | Syn Zorna                            | dr Klorpins         |
| 2017 | Towarzysz detektyw                   | kapitan Covaci      |
| 2019 | Dobry omen                           | Thaddeus Dowling    |
| 2020 | Devs                                 | Forest              |
| 2023 | The Last of Us                       | Bill                |
| 2024 | The Umbrella Academy                 | Dr Gene Thibedeau   |